# Mali Šiljegovac
Mali Šiljegovac (cyr. Мали Шиљеговац) – wieś w Serbii, w okręgu rasińskim, w mieście Kruševac. W 2011 roku liczyła 564 mieszkańców.